# モルソン
モルソン（Molson）は、カナダのビール醸造会社及びブランドである。
1786年にカナダ・ケベック州モントリオールで創立された。
カナダのビール市場の45%の占有率を誇り、競合のラバットと1位を争っている。2005年2月にアメリカのクアーズと合併しモルソン・クアーズ（Molson Coors Brewing Company）となった。

## 沿革
- 1786年にカナダ・ケベック州モントリオールでジョン・モルソン（John Molson）によって北米最初のビール醸造会社として設立された。ハドソン湾会社に次ぐ、カナダで二番目に古い企業である。モルソンの最初の醸造工場はセントローレンス川付近に設立された。
- 2005年2月にアメリカのクアーズと合併しモルソン・クアーズ（Molson Coors Brewing Company）となった。合併時点で世界第五位の規模となった。経営幹部のオフィスは、従来通りカナダ・ケベック州モントリオール及び、クアーズ本拠のアメリカ・コロラド州クアーズだが、経営陣の実務上のオフィスはカナダ・オンタリオ州トロントとアメリカ・コロラド州デンバーの2カ所。

## 製品一覧
モルソンの主な製品は下記の通り。クアーズ製品は除く。
- モルソン・カナディアン（Molson Canadian）：主力のラガー
- モルソン・カナディアン・ライト（Molson Canadian Light）
- モルソン・ドライ（Molson Dry）：アサヒスーパードライのヒットを受けてカナダに導入した
- モルソン・ボヘミアン（Molson Bohemian）
- モルソン・エクスポート（Molson Export）：エール
- モルソン・アイス（Molson Ice）
- モルソン・キック（Molson Kick）
- ローレンティッド（Laurentide）：ケベック州での「モルソン・カナディアン」

なお、日本国内ではモルソン・カナディアンのみ、西友グループの一部店舗で販売している。

## スポーツへの協賛
- NHL（北米プロアイスホッケーリーグ）のモントリオール・カナディアンズに20%出資。その他、オタワ・セネターズ、トロント・メープルリーフス、エドモントン・オイラーズ、カルガリー・フレームス、バンクーバー・カナックス、デトロイト・レッドウィングスにも出資している。
- かつてカナダ国内のチャンプカーのレース「モルソン・インディ」シリーズをモントリオール、トロント、バンクーバーの3都市で主催していたが、現在は撤退している。
- 競馬、モルソンエクスポートチャレンジ（後にモルソンエクスポートミリオンとなり、現在はウッドバインマイルとなっている。）

## 事件・事故
- 2020年2月26日、ウィスコンシン州ミルウォーキーにある工場を含む複合施設内で発砲事件が発生。従業員5人が射殺されたほか犯人1人が自殺した[1]。